# Tattnall (Schiff, 1963)
Die Tattnall, auch USS Tattnall, (Kennung: DDG-19) war ein zur Charles-F.-Adams-Klasse gehörender Zerstörer der United States Navy, der im April 1963 in Dienst gestellt wurde. Das Schiff blieb bis Januar 1991 im Einsatz, lag anschließend in der Reserveflotte und wurde 1999 zum Abwracken verkauft.

## Geschichte
Die Tattnall wurde am 14. November 1960 in der Avondale Shipyard auf Kiel gelegt und lief am 26. August 1961 vom Stapel. Die Indienststellung erfolgte am 13. April 1963 unter dem Kommando von Commander William F. Regan. Benannt war das Schiff nach dem Offizier Josiah Tattnall (1795–1871).
Nach Indienststellung absolvierte die Tattnall mehrere Probefahrten, bei denen unter anderem ihre Waffensysteme getestet wurden. Es folgten Übungseinsätze von ihrem Heimathafen Charleston aus, die sie im April 1964 unter anderem auch nach New York führten.
Im 1964 nahm das Schiff am NATO-Einsatz „Teamwork“ teil, der es erstmals nach Europa führte. Am 22. Oktober kehrte es nach Charleston zurück. Im Dezember 1964 brach die Tattnall abermals nach Europa auf und stieß im Mittelmeer zur United States Sixth Fleet. Der Verband absolvierte mehrere Übungsmissionen und besuchte verschiedene Häfen in Ländern der Mittelmeerregion. Im März 1965 kehrte das Schiff in die Vereinigten Staaten zurück.
Nach der Rückkehr nach Charleston nahm die Tattnall an Einsätzen unter Leitung des Chief of Naval Operations teil. Von Februar bis August 1966 nahm sie erneut als Teil der Sixth Fleet an Einsätzen im Mittelmeer teil. In den kommenden Jahren folgten weitere Übungseinsätze und Hafenbesuche in europäischen Gewässern. Unter anderem war das Schiff im Juni 1969 während der Kieler Woche im Hafen von Kiel anwesend.
Am 24. Januar 1984 brach auf der zu diesem Zeitpunkt vor der Küste von Beirut patrouillierenden Tattnall ein Brand aus, der Teile der Waffenanlagen außer Betrieb setzte. Beim Löschen des Feuers assistierte das in der Nähe patrouillierende Schwesterschiff Claude V. Ricketts. Am 24. Februar traf die Tattnall zur Reparatur in der Werft in Naval Station Mayport ein. Noch vor Abschluss der Reparaturarbeiten absolvierte das Schiff im August 1984 eine gemeinsame Übung mit dem westdeutschen Zerstörer Mölders. Die Reparaturarbeiten wurden im Februar 1985 abgeschlossen.
Einen ihrer letzten Einsätze absolvierte die Tattnall ab Februar 1990, als sie erneut als Teil der Sixth Fleet ins Mittelmeer verlegt wurde. Dort nahm sie mit Schiffen aus anderen NATO-Ländern an den Einsätzen „Dragon Hammer“ und „Flashing Scimitar“. Am 19. August 1990 fuhr das Schiff durch den Sueskanal ins Rote Meer, um dort Truppen während der „Operation Desert Shield“ im Zweiten Golfkrieg zu unterstützen. Dies blieb der einzige aktive Kriegseinsatz der Tattnall. Nachdem das Schiff von dem Zerstörer Sampson im Roten Meer abgelöst wurde, kehrte es nach Mayport zurück.
Am 18. Januar 1991 wurde die Tattnall außer Dienst gestellt und in die Reserveflotte nach Philadelphia verlegt. Die Streichung aus dem Naval Vessel Register erfolgte am 12. Januar 1993. Im Februar 1999 wurde das Schiff zum Abwracken nach Brownsville verkauft, wo es am 18. März eintraf. Die Abbrucharbeiten waren bis zum 22. März 2000 abgeschlossen.